# Юрченко, Михаил Иванович
Михаи́л Ива́нович Ю́рченко (5 декабря 1922 года — 4 января 2008 года) — участник Великой Отечественной войны, командир отделения 42-го отдельного сапёрного батальона 136-й стрелковой дивизии 70-й армии 2-го Белорусского фронта, Герой Советского Союза.

## Биография
Родился 5 декабря 1922 года в селе Волошиновка ныне Барышевского района Киевской области. Украинец. Беспартийный. Окончил 5 классов. Работал в колхозе.
В 1943 году призван в ряды Красной Армии. В боях Великой Отечественной войны с сентября 1943 года. Воевал на Юго-Западном, Воронежском, 2-м Белорусском фронтах.
В апреле 1945 года бойцы 136-й стрелковой дивизии вышли к Одеру. Вечером 19 апреля 1945 года пехота переправилась через Ост-Одер и была проведена подготовка к предстоящей атаке.
Утром 20 апреля 1945 года началась операция по завладению плацдармом на крутом берегу Вест-Одера. В составе десантной группы командир отделения сержант М. И. Юрченко на лодке повел бойцов на штурм вражеской обороны под шквальным огнём противника. Последовав примеру М. И. Юрченко, справа и слева высаживался десант с других лодок.
После этого М. И. Юрченко почти целые сутки сражался на захваченном за Одером плацдарме, отбивал вместе со всеми контратаки врага, минировал подходы, преграждая путь танкам противника. Воины 136-й стрелковой дивизии устремились к Эльбе и Ростоку, чтобы отрезать пути бегства немецких войск из Берлина.
Указом Президиума Верховного Совета СССР от 29 июня 1945 года за мужество и отвагу, проявленные при форсировании Одера, за героизм и находчивость при высадке десанта и удержание плацдарма сержанту Михаилу Ивановичу Юрченко присвоено звание Героя Советского Союза с вручением ордена Ленина и медали «Золотая Звезда» (№ 5532).
После окончания Великой Отечественной войны М. И. Юрченко демобилизовался из армии. Работал шофёром. Жил в городе Каменец-Подольский Хмельницкой области. Скончался 4 января 2008 года.

## Награды
- Медаль «Золотая Звезда» Героя Советского Союза;
- орден Ленина;
- орден Красного Знамени;
- орден Отечественной войны I степени;
- орден Красной Звезды;
- орден Славы II степени;
- орден Славы III степени;
- медали.

## Память
- На могиле Героя на новом городском кладбище в городе Каменец-Подольский Хмельницкой области (Украина) установлен памятник.